# Post- och telegrafstyrelsen

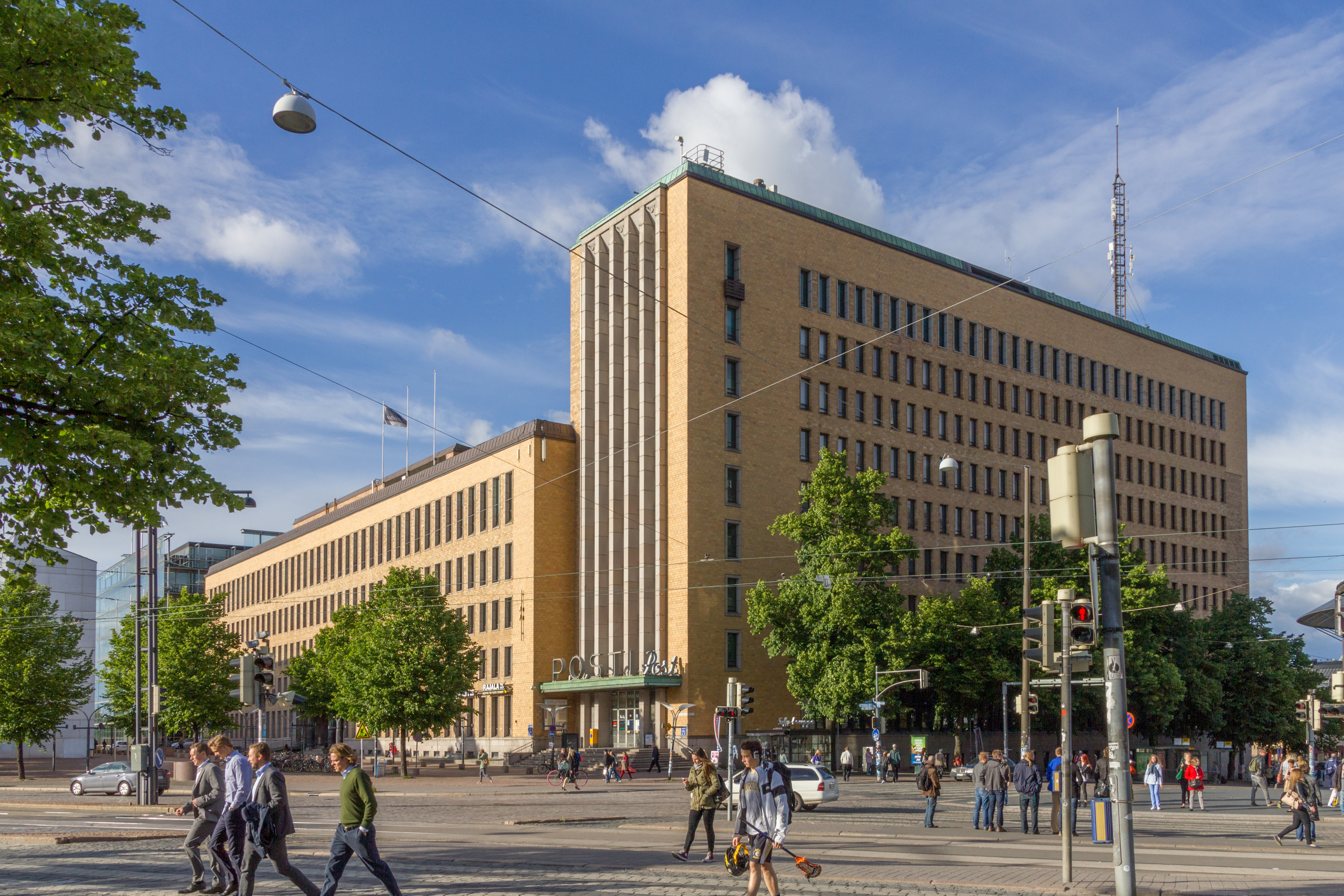
Posthuset vid Mannerheimvägen i Helsingfors, tidigare huvudkontor

Post- och telegrafstyrelsen var tidigare det ämbetsverk som handhade post och telegraf- och telefonkommunikation i Finland.
Då Finland skildes från Sverige 1809 inrättades för postverket en särskild centralstyrelse, Postdirektionen, som 1881 erhöll namnet Poststyrelsen. År 1927 förenades telegrafverket med postverket, varvid namnet ändrades till Post- och telegrafstyrelsen. 1941 ändrades namnet till Post- och telegrafverket, och 1981 till Post- och televerket. Post- och televerket blev 1990 statliga affärsverk, och 1994 bolagiserades verken och delades upp i två dotterbolag, Telecom Finland (senare Sonera) och Posten Finland (senare Posti Group).